# مارلیس گیپسون
مارلیس گیپسون (انگلیسی: Marlies Gipson؛ زادهٔ ۲ ژانویهٔ ۱۹۸۷) بازیکن بسکتبال اهل ایالات متحده آمریکا است.
از باشگاه‌هایی که در آن بازی کرده‌است می‌توان به آتلانتا دریم اشاره کرد.